# Natação nos Jogos Olímpicos de Verão de 2008 - 200 m costas masculino
A competição dos 200m costas masculino  nos Jogos Olímpicos de Verão de 2008 aconteceram nos dias 13 e 15 de Agosto no Centro Aquático Nacional de Pequim.

## Medalhistas
| Ouro   | USA Ryan Lochte       |
| Prata  | USA Aaron Peirsol     |
| Bronze | RUS Arkady Vyatchanin |

## Recordes
Antes desta competição, os recordes mundiais e olímpicos da prova eram os seguintes:
| Tipo          | Atleta            | Tempo   | Local              | Data                | Ref |
| ------------- | ----------------- | ------- | ------------------ | ------------------- | --- |
|               | Ryan Lochte       | 1:54.32 | Melbourne          | 30 de Março 2007    | ver |
| Aaron Peirsol | Omaha             | 1:54.32 | 4 de julho de 2008 | ver                 |     |
|               | USA Aaron Peirsol | 1:54.95 | Atenas             | 19 de Setembro 2004 |     |

## Eliminatórias

### Eliminatória 1
| # | Pista | Nome          | País        | Tempo   | Notas |
| - | ----- | ------------- | ----------- | ------- | ----- |
| 1 | 4     | Brett Fraser  | JPN Japão   | 2:01.17 |       |
| 2 | 5     | Oleg Rabota   | RUS Rússia  | 2:01.95 |       |
| 3 | 3     | Sergey Pankov | HUN Hungria | 2:03.51 |       |

### Eliminatória 2
| # | Pista | Nome              | País                | Tempo   | Notas |
| - | ----- | ----------------- | ------------------- | ------- | ----- |
| 1 | 5     | Itai Chammah      | ISR Israel          | 2:00.93 |       |
| 2 | 1     | Pedro Medel       | CUB Cuba            | 2:01.32 |       |
| 3 | 2     | Květoslav Svoboda | CZE República Checa | 2:03.12 |       |
| 4 | 4     | Jian Deng         | CHN China           | 2:03.34 |       |
| 5 | 6     | Oleksandr Isakov  | UKR Ucrânia         | 2:03.59 |       |
| 6 | 3     | Andres Olvik      | EST Estônia         | 2:03.66 |       |
|   | 6     | Simon Sjödin      | SWE Suécia          | DNS     |       |

### Eliminatória 3
| # | Pista | Nome                | País              | Tempo   | Notas |
| - | ----- | ------------------- | ----------------- | ------- | ----- |
| 1 | 7     | George du Rand      | RSA África do Sul | 1:58.62 | Q, AF |
| 2 | 4     | Tobias Oriwol       | CAN Canadá        | 1:58.94 | Q     |
| 3 | 1     | Omar Pinzon         | COL Colômbia      | 1:59.11 |       |
| 4 | 6     | Derya Buyukuncu     | TUR Turquia       | 1:59.86 |       |
| 5 | 8     | Jiheun Kim          | KOR Coreia do Sul | 2:00.72 |       |
| 6 | 2     | Pedro Oliveira      | POR Portugal      | 2:01.08 |       |
| 7 | 3     | Jonathan Massacand  | SUI Suíça         | 2:01.80 |       |
| 8 | 5     | Dimitrios Chasiotis | GRE Grécia        | 2:02.30 |       |

### Eliminatória 4
| # | Pista | Nome                | País          | Tempo   | Notas |
| - | ----- | ------------------- | ------------- | ------- | ----- |
| 1 | 4     | Markus Rogan        | AUT Áustria   | 1:56.64 | Q     |
| 2 | 5     | Hayden Stoeckel     | AUS Austrália | 1:57.15 | Q     |
| 3 | 3     | Razvan Ionut Florea | ROU Romênia   | 1:57.97 | Q     |
| 4 | 2     | Damiano Lestingi    | ITA Itália    | 1:58.53 | Q     |
| 5 | 1     | Sebastian Stoss     | AUT Áustria   | 1:59.44 |       |
| 6 | 6     | Takashi Nakano      | JPN Japão     | 1:59.59 |       |
| 7 | 7     | Gabor Balog         | HUN Hungria   | 2:01.42 |       |
| 8 | 8     | Simon Dufour        | FRA França    | 2:02.00 |       |

### Eliminatória 5
| # | Pista | Nome              | País               | Tempo   | Notas |
| - | ----- | ----------------- | ------------------ | ------- | ----- |
| 1 | 4     | Aaron Peirsol     | USA Estados Unidos | 1:56.35 | Q     |
| 2 | 5     | Arkady Vyatchanin | RUS Rússia         | 1:56.97 | Q     |
| 3 | 3     | Ryosuke Irie      | JPN Japão          | 1:57.68 | Q     |
| 4 | 6     | Helge Meeuw       | ITA Itália         | 1:58.42 | Q     |
| 5 | 2     | Pierre Roger      | FRA França         | 1:59.01 |       |
| 6 | 8     | Lucas Salatta     | BRA Brasil         | 1:59.91 |       |
| 7 | 1     | Nick Driebergen   | NED Países Baixos  | 2:00.24 |       |
| 8 | 7     | Mattia Aversa     | ITA Itália         | 2:00.25 |       |

### Eliminatória 6
| # | Pista | Nome              | País               | Tempo   | Notas |
| - | ----- | ----------------- | ------------------ | ------- | ----- |
| 1 | 4     | Ryan Lochte       | USA Estados Unidos | 1:56.29 | Q     |
| 2 | 5     | Gregor Tait       | GBR Grã-Bretanha   | 1:57.03 | Q     |
| 3 | 7     | Gordan Kozulj     | CRO Croácia        | 1:57.81 | Q     |
| 4 | 3     | Ashley Delaney    | AUS Austrália      | 1:57.87 | Q     |
| 5 | 6     | Stanislav Donets  | RUS Rússia         | 1:58.68 | Q     |
| 6 | 8     | Keith Beavers     | CAN Canadá         | 1:58.84 | Q     |
| 7 | 1     | Roland Rudolf     | HUN Hungria        | 1:59.44 |       |
| 8 | 2     | Aschwin Wildeboer | ESP Espanha        | DNS     |       |

## Semifinais

### Semifinal 1
| # | Pista | Nome                | País               | Tempo   | Notas |
| - | ----- | ------------------- | ------------------ | ------- | ----- |
| 1 | 4     | Aaron Peirsol       | USA Estados Unidos | 1:55.26 | Q     |
| 2 | 2     | Razvan Ionut Florea | ROU Romênia        | 1:56.45 | Q     |
| 3 | 3     | Hayden Stoeckel     | AUS Austrália      | 1:56.73 | Q, OC |
| 4 | 5     | Arkady Vyatchanin   | RUS Rússia         | 1:56.85 | Q     |
| 5 | 7     | Damiano Lestingi    | ITA Itália         | 1:58.25 |       |
| 6 | 6     | Gordan Kožulj       | CRO Croácia        | 1:59.22 |       |
| 7 | 8     | Tobias Oriwol       | CAN Canadá         | 1:59.50 |       |
| 8 | 1     | Stanislav Donets    | RUS Rússia         | 1:59.87 |       |

### Semifinal 2
| # | Pista | Nome           | País               | Tempo   | Notas |
| - | ----- | -------------- | ------------------ | ------- | ----- |
| 1 | 4     | Ryan Lochte    | USA Estados Unidos | 1:55.40 | Q     |
| 2 | 5     | Markus Rogan   | AUT Áustria        | 1:56.34 | Q     |
| 3 | 6     | Ryosuke Irie   | JPN Japão          | 1:56.35 | Q     |
| 4 | 3     | Gregor Tait    | GBR Grã-Bretanha   | 1:56.72 | Q     |
| 5 | 7     | Helge Meeuw    | GER Alemanha       | 1:56.85 |       |
| 6 | 2     | Ashley Delaney | AUS Austrália      | 1:57.73 |       |
| 7 | 8     | Keith Beavers  | CAN Canadá         | 1:58.50 |       |
| 8 | 1     | George du Rand | RSA África do Sul  | 1:58.61 |       |

## Final
| #                 | Pista | Nome                    | Tempo   | Notas |
| ----------------- | ----- | ----------------------- | ------- | ----- |
| Medalha de ouro   | 5     | USA Ryan Lochte         | 1:53.94 | WR    |
| Medalha de prata  | 4     | USA Aaron Peirsol       | 1:54.33 |       |
| Medalha de bronze | 8     | RUS Arkady Vyatchanin   | 1:54.93 | ER    |
| 4                 | 3     | AUT Markus Rogan        | 1:55.49 |       |
| 5                 | 6     | JPN Ryosuke Irie        | 1:55.72 |       |
| 6                 | 1     | AUS Hayden Stoeckel     | 1:56.39 | OC    |
| 7                 | 2     | ROU Razvan Ionut Florea | 1:56.52 |       |
| 8                 | 7     | GBR Gregor Tait         | 1:57.00 |       |

Legenda
| Recorde mundial      | Recorde mundial (World record)               |                       | Recorde africano                      | Recorde africano (African) |                                           | Q | Classificado por posição (Qualified) |
| Recorde olímpico     | Recorde olímpico (Olympic record)            | Recorde da América    | Recorde da América (Americas)         | q                          | Classificado por melhor tempo (Qualified) |   |                                      |
| Melhor marca do ano  | Melhor marca do ano (World leading)          | Recorde asiático      | Recorde asiático (Asian)              | DNS                        | Não largou (Did not start)                |   |                                      |
| Recorde nacional     | Recorde nacional (National record)           | Recorde europeu       | Recorde europeu (European)            | DNF                        | Não terminou (Did not finish)             |   |                                      |
| Recorde pessoal      | Recorde pessoal do atleta (Personal best)    | Recorde da Oceania    | Recorde da Oceania (Oceania)          | DSQ / DQ                   | Desclassificado (Disqualified)            |   |                                      |
| Recorde da temporada | Recorde da temporada do atleta (Season best) | Recorde sul-americano | Recorde sul-americano (South America) | NM                         | Sem marca (No mark)                       |   |                                      |